# Hibiscus fragilis
Hibiscus fragilis é um arbusto magnoliophyta extremamente raro,  endêmico em Maurícia (nas montanhas e na cidade Le Morne Brabant). Ela é um  planta com flores 7–10 cm de diâmetro, com cinco pétalas da cor rosa brilhante ao vermelho carmim.